# Svode (Bulgarije)
Svode (Bulgaars: Своде) is een dorp in het westen van Bulgarije. Het dorp is gelegen in de gemeente Pravets in de oblast Sofia. Het dorp ligt op ongeveer 57 km ten noordoosten van Sofia.

## Bevolking
Het inwonertal van het dorp nam tussen de volkstellingen van 1934 en 2011 continu af (van een maximum van 1.280 inwoners tot een minimum van 120 personen). Volgens de meest recente schatting telde het dorp 70 inwoners op 31 december 2020, bijna een halvering ten opzichte van 2011.
| Bevolkingsontwikkeling tussen 1934 en 2020          |
| --------------------------------------------------- |
|                                                     |
| Bron: Nationaal Statistisch Instituut van Bulgarije |

In het dorp wonen uitsluitend etnische Bulgaren.
| Etnische samenstelling van de respondenten (2011) | Etnische samenstelling van de respondenten (2011) | Etnische samenstelling van de respondenten (2011) | Etnische samenstelling van de respondenten (2011) | Etnische samenstelling van de respondenten (2011) |
| ------------------------------------------------- | ------------------------------------------------- | ------------------------------------------------- | ------------------------------------------------- | ------------------------------------------------- |
|                                                   |                                                   |                                                   |                                                   |                                                   |
| Bulgaren                                          | Bulgaren                                          |                                                   | 100,0%                                            | 100,0%                                            |
| Turken                                            | Turken                                            |                                                   | 0,0%                                              | 0,0%                                              |
| Roma                                              | Roma                                              |                                                   | 0,0%                                              | 0,0%                                              |
| Anders/Onbekend                                   | Anders/Onbekend                                   |                                                   | 0,0%                                              | 0,0%                                              |